# Omega (cantante)
Omega, noto anche come Omega El Fuerte, pseudonimo di Antonio Peter De la Rosa (Bonao, 17 gennaio 1979), è un cantautore dominicano di musica merengue. 
È considerato uno dei pionieri del genere merengue urbano o merengue de calle, che fonde il merengue tradizionale con l'hip hop e l'R&B.

## Biografia
Antonio Peter De la Rosa nasce Bonao, nella Repubblica Dominicana, e cresce nel quartiere di Pantoja di Santo Domingo. Da giovane pratica la boxe, partecipando ai campionati giovanili di tale disciplina.
All'età 13 anni inizia a cimentarsi nel rap, partecipando ad alcuni programmi televisivi locali come parte del gruppo Alpha y Omega, da cui deriva il suo nome d'arte. Nel 2006 intraprende una carriera solista, con la pubblicazione dell'album di debutto Omega y su mambo violento, che ottiene un buon riscontro dal pubblico grazie a delle sonorità denominate "merengue de calle".
Nel 2010 partecipa a manifestazioni internazionali come i Latin Grammy Awards e il Festival Presidente, firmando per l'etichetta Konvict Musik di Akon.

### Controversie
Omega è stato arrestato numerose volte, a causa di violenza domestica su diverse compagne, nonché per il mancato versamento del mantenimento dei figli.

## Discografia

### Album in studio
- 2006 – Omega y su mambo violento
- 2007 – El Fuerte
- 2007 – En la gran mansion de Moca
- 2009 – El Dueño del Flow
- 2011 – El Dueño del Flow 2
- 2016 – Mi libertad

### Singoli
- 2008 – Mi alma se muere (con Fuego e Pitbull)
- 2009 – Merengue electronico
- 2009 – Si te vas/¿Qué tengo que hacer?
- 2009 – Tu si quieres, tu no quieres
- 2009 – Chambonea
- 2011 – Mr. Saxobeat
- 2011 – Dándole (con Gocho e Jowell)
- 2012 – Mal amor
- 2012 – A cualta mi gata
- 2013 – Ferrari Boy
- 2013 – Me tienen para
- 2013 – Desafinao
- 2014 – Un tro de gente
- 2014 – Gatillo y plomo
- 2014 – No payola
- 2014 – Ruede
- 2015 – Ando en la Versace
- 2015 – Barbujas de amor
- 2015 – El producto
- 2015 – La avenida
- 2015 – La silla
- 2015 – Melina
- 2015 – Mi Flow Versace
- 2015 – Tu mareo
- 2015 – Yo viviré
- 2015 – Armadura de titanio
- 2015 – Solo vivo para amar
- 2015 – Vengo de atras (sueno ratata)
- 2016 – Porque me tratas así
- 2016 – Dime (con Eliexis)
- 2017 – Festival de caretas
- 2017 – La distancia y el tiempo
- 2017 – Se copian
- 2017 – Laberinto (una oportunidad)
- 2017 – La batata x batey
- 2018 – Hoy lo siento
- 2018 – Le gustan los capos
- 2018 – Esclavo & testigo
- 2018 – Chorro é loco (con Grupo Mania e Ñejo)
- 2018 – Tu resguardo
- 2018 – Tienen que joderse
- 2018 – Amor verdadero
- 2018 – Lo que tiene el dembow
- 2018 – Shorty
- 2019 – Me cago en el amor
- 2019 – Corone
- 2019 – Alante alante
- 2020 – Punto medio (con Omi de Oro)
- 2020 – Porque un hombre no llora
- 2020 – Pegao/Mi miro y la mire
- 2021 – Fariseo (dicen por ahi)
- 2021 – Se me nota (agarrame) (con Chimbala)
- 2021 – Llego el real (solo o con Ozuna)
- 2021 – Ella es mala (con Juanfran ed El Micha)
- 2022 – Amanesí (con Chimbala e Sujeto)
- 2022 – Conspiran
- 2022 – Estrellita de madrugada (con Daddy Yankee)
- 2022 – Judas
- 2023 – Mi pecadora
- 2023 – Arranca (con Becky G)
- 2023 – Si te vas/¿Qué tengo que hacer? - Italian Remix (con Daddy Yankee, Boro e VillaBanks)
- 2023 – Son Pinocho
- 2024 – Si tu no eres de na
- 2024 – Chapa pla pla
- 2024 – Tu me quieres (con Baby Gang)
- 2024 – La nota (con Gabriel Pagan)
- 2025 – Pinoccho (remix) (con Bayron Fire)
- 2025 – Kriminal (con Baby Gang e El Alfa)